# Бегинаж в Хогстратене
Бегинаж в Хогстратене  (нидерл. Begijnhof van Hoogstraten ) — бегинаж из 36 домов, расположенный в бельгийском городе Хогстратен. Основан примерно в 1380 году. В XVI веке неоднократно подвергался пожарам, полностью сгорел в Великий четверг 1506 года. В 1534 году окружён каменной стеной.
В начале XVII века в бегинаже оставалось всего две бегинки, однако к концу века их число достигло 160. Последняя бегинка, Йоханна ван ден Вейнегард, покинула бегинаж в 1972 году, и он был закрыт.
В 1992 году по решению суда бегинаж был восстановлен, община бегинок получила право аренды территории у города на 99 лет. Бегинаж полностью заселён с 1997 года, здесь также располагается городской музей.
В 1998 году вместе с другими фламандскими бегинажами включён в список Всемирного наследия ЮНЕСКО.

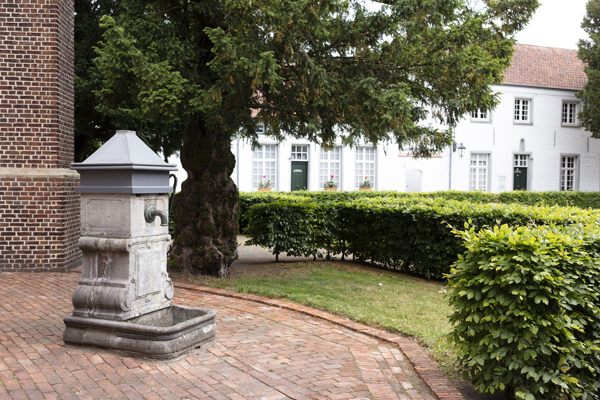
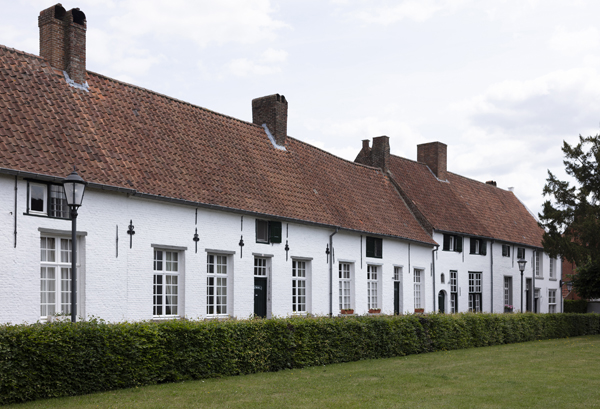
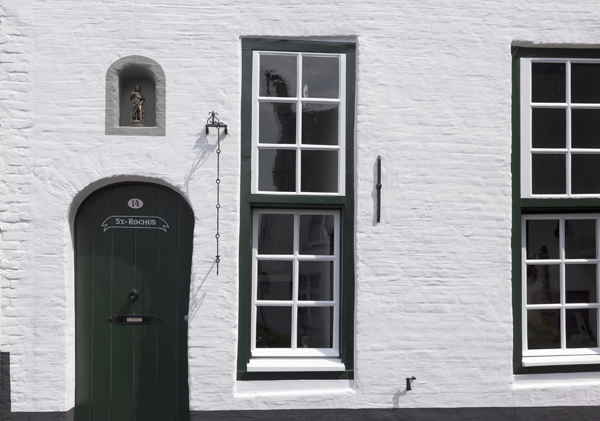